# Seehia Ridard
Seehia Ridard (née Seehia Sida Abega le 9 août 2002 à Saint-Denis), est une joueuse française de basket-ball.

## Biographie

### Carrière en club
En avril 2025, elle annonce avoir signé un contrat pour le camp d’entraînement du Liberty de New York en vue de la saison WNBA 2025. Toutefois, quelques jours plus tard, la WNBA annonce qu’elle ne participera pas à la saison pour « raison personnelle ».